# 巴川縣
巴川縣，是唐代、宋代、元代合州所屬的一個縣，在今之重慶市銅梁區。唐開元二十三年，割石鏡縣、銅梁縣二縣置。有鐵。宋代屬潼川府路合州。元初併入銅梁縣。